# Günther Henkelmann
Günther Henkelmann (* 17. März 1952) ist ein deutscher ehemaliger Fußballspieler, der von 1973 bis 1979 für die Betriebssportgemeinschaft BSG Wismut Aue in der DDR-Oberliga, der höchsten Liga im DDR-Fußball, aktiv war. 

## Sportliche Laufbahn
Zur Saison 1969/70 wurde Günther Henkelmann in die Juniorenmannschaft der BSG Wismut Aue aufgenommen, wo er sich als Abwehrspieler in der Stammelf etablierte. In der Spielzeit 1972/73 absolvierte Henkelmann am letzten Spieltag als linker Verteidiger sein erstes Oberligaspiel. Daneben bestritt er auch acht Punktspiele und erzielte ein Tor mit der 2. Mannschaft in der zweitklassigen DDR-Liga. Zur Saison 1973/74 erschien Henkelmann erstmals offiziell im Oberligaaufgebot der BSG Wismut. In großen Abständen wurde er in acht Oberligaspielen sowohl als Verteidiger wie auch im Mittelfeld eingesetzt. Außerdem kam er als Mittelfeldspieler in drei Begegnungen der DFV-Toto-Sonderrunde zum Zuge. Wismut Aue II war 1973 abgestiegen und spielte danach in der drittklassigen Bezirksliga. Auch dort wurde Henkelmann eingesetzt und verhalf der Mannschaft zum sofortigen Wiederaufstieg. In der Spielzeit 1974/75 hatte er die meisten Einsätze bei der 2. Mannschaft, für die er hauptsächlich in der Abwehr stand. Dabei kam er zweimal zum Torerfolg. Erst zum Saisonende spielte Henkelmann auch noch fünfmal in der Oberliga, wo er nur dreimal als Verteidiger in der Startelf eingesetzt wurde. Ähnlich verlief für ihn auch die Saison 1975/76 mit 15 DDR-Liga-Einsätzen und nur vier Oberligaspielen. Er war auch weiterhin Abwehrspieler, blieb diesmal aber ohne Torerfolg. 1976 wurde erneut eine Toto-Sonderrunde ausgetragen, bei der Henkelmann jedoch in den sechs Begegnungen nur zweimal als Einwechselspieler mitwirkte. Auch in den folgenden drei Spielzeiten gelang es Henkelmann nicht mehr, sich dauerhaft in der Oberliga zu etablieren. Bis 1980 kam er lediglich auf 26 Einsätze in der Spitzenliga und blieb auch torlos. 1979 wurde die 2. Wismut-Mannschaft zugunsten der Nachwuchsoberliga eingestellt. Henkelmann bestritt dort zwei Spielzeiten, in denen er auf insgesamt 18 Nominierungen kam und 1977/78 ein Tor erzielte. 1978/79 hatte er seine beste Oberligasaison. In gewohnter Weise wurde er wieder als Verteidiger aufgeboten und kam, wenn auch wieder mit Ausfällen, auf 14 Oberligaspiele. 1979/80 bestritt Henkelmann nur noch eine Begegnung in der Oberliga, und am Saisonende wurde bekanntgegeben, dass er seine leistungssportliche Laufbahn beendet habe. Als Oberligaspieler konnte er auf 44 Einsätze zurückblicken, hatte als defensiver Spieler jedoch keinen Torerfolg.